# Kindkind
Kindkind (Originaltitel: P’tit Quinquin) ist eine vierteilige Miniserie des französischen Regisseurs Bruno Dumont. Sie lief im Rahmen der Quinzaine des Réalisateurs auf dem Filmfestival Cannes 2014. Die Serie wurde erstmals ab dem 18. September 2014 auf Arte ausgestrahlt.
2018 folgten mit Quakquak und die Nichtmenschen (Coincoin et les z'inhumains) weitere Geschichten. 

## Besetzung
In Kindkind spielten ausschließlich Laiendarsteller. So sind die Darsteller des Kommissar van der Weyden – Bernard Pruvost – und seines Assistenten Rudy Carpentier – Philippe Jore – im Hauptberuf Gärtner.
- Alane Delhaye: Kindkind
- Lucy Caron: Kindkinds beste Freundin Eve Terrier
- Bernard Pruvost: Kommissar van der Weyden
- Philippe Jore: der Assistent des Kommissars Rudy Carpentier
- Philippe Peuvion: Kindkinds Vater
- Céline Sauvage: Kindkinds Mutter
- Lisa Hartmann: Aurélie Terrier, die Schwester von Kindkinds bester Freundin Eve Terrier
- Julien Bodard: Kevin, Freund von Kindkind
- Corentin Carpentier: Jordan, Freund von Kindkind
- Baptiste Anquez: Mohamed Bhiri, nicht ortsansässiger Junge, von Kindkind und seinen Freunden verfolgt und verprügelt
- Yacine Kellal: der Freund von Mohamed, ebenfalls von Kindkind und seinen Freunden verfolgt und verprügelt
- Cindy Louguet: Frau Campin
- Pascal Fresch: Herr Campin
- Frédéric Castagno: der Tierarzt
- Stéphane Boutillier: Herr Lebleu
- Andrée Peuvion: Oma von Kindkind
- Lucien Chaussoy: Opa von Kindkind
- Cédric Lemaire: ein Priester
- Stéphane Gallais: ein weiterer Priester
- Benoit Géneau de Lamarlière: Frau Terrier
- Didier Desprès: René
- Bruno Darras: der Küster
- Didier Hennuyer: der Harmoniumspieler bzw. Organist in der Kirche
- Jason Cirot: Dany, der geistig behinderte Onkel von Kindkind
- Catherine Jurit: Frau Bhiri
- Nathan Labit: der „Spiderman“ und Cousin von Eve Terrier
- Camille Cazier: Elodie, eine weitere Freundin von Kindkind
- Céline Cazier: Patricia, eine weitere Freundin von Kindkind
- Eghosa Jonathan Orumwense: der Brigadechef der Bauarbeiter
- Salfouta Safay: ein Bauarbeiter
- Dita Dituasilua-Matuasilua: ein weiterer Bauarbeiter
- Sébastien Liss: der Kuhirte von Herrn Lebleus Herde
- Hamid Chtioui: der Opfernde
- Kenjy Poure: der Moderator des Nachwuchswettbewerbs
- Raphael Mourgues: der Staatsanwalt

## Episoden
| Nr. (ges.) | Nr. (St.) | Deutscher Titel      | Originaltitel         | Erstausstrahlung Frankreich | Deutschsprachige Erstausstrahlung (D) | Regie        | Drehbuch     |
| --- | --------- | -------------------- | --------------------- | --------------------------- | ------------------------------------- | ------------ | ------------ |
| 1 | 1         | Die Bestie Mensch    | L’bêt’humaine         | 18. Sep. 2014               | 18. Sep. 2014                         | Bruno Dumont | Bruno Dumont |
| Der in einem Dorf an der nordfranzösischen Küste lebende Kindkind (im Original Quinquin, frz. Kindchen) hat Ferien und beobachtet mit seinen Freunden, wie ein Helikopter eine tote Kuh birgt. Der ermittelnde Kommissar van der Weyden beschimpft die neugierigen und mit Fahrrädern umherfahrenden Kinder, darunter Kindkinds beste Freundin Eve, als „Trottel“. Der obduzierende Tierarzt findet heraus, dass in der toten Kuh Teile einer menschlichen Leiche stecken. Der fehlende Kopf der Leiche wird bald gefunden, die Leiche wird als Frau Lebleu identifiziert, eine Nachbarin von Kindkind. Bei der Beerdigung von Frau Lebleu singt Aurelie, die Schwester von Eve, das Lied Cause I Knew. |           |                      |                       |                             |                                       |              |              |
| 2 | 1         | Im Herz des Bösen    | Au cœur du mal        | 18. Sep. 2014               | 18. Sep. 2014                         | Bruno Dumont | Bruno Dumont |
| Eine zweite tote Kuh wird gefunden, diesmal direkt am Strand liegend. Auch diese enthält Leichenteile und zwar von einer zweiten Person. Beide Opfer waren amourös verbunden. Die Jungenbande verfolgt zwei Jungen, einer davon heißt Mohammed, die nicht aus dem Dorf stammen, und versucht sie zu verprügeln. Die Jungenbande verspottet beim Autoscooter den Küster der Dorfkirche. Aurelie, die Schwester von Eve, gewinnt einen Nachwuchswettbewerb als Sängerin mit dem Lied Cause I Knew. |           |                      |                       |                             |                                       |              |              |
| 3 | 1         | Der Teufel in Person | L’diable in perchonne | 25. Sep. 2014               | 25. Sep. 2014                         | Bruno Dumont | Bruno Dumont |
| Das Küstendorf, in dem der zwölfjährige Lausebengel Kindkind (Alane Delhaye) lebt, wurde bereits von zwei grausamen Morden heimgesucht. Die Gendarmen Van der Weyden (Bernard Pruvost) und Carpentier (Philippe Jore) stehen vor Befunden, die den Atem stocken lassen. Nun wird Monsieur Lebleu ertrunken in der Jauchegrube seines Hofes aufgefunden ...(Arte) |           |                      |                       |                             |                                       |              |              |
| 4 | 1         | Allah Akbar          | … Allah Akbar!        | 25. Sep. 2014               | 25. Sep. 2014                         | Bruno Dumont | Bruno Dumont |
| Die Serie an Todesfällen in Kindkinds (Alane Delhaye) Dorf nimmt kein Ende. Mohamed wird von Aurélie, die seit dem Gesangswettbewerb zur Dorfberühmtheit geworden ist, schmählich gedemütigt. Später verbarrikadiert er sich, schießt wild um sich und bringt sich am Ende um. Am nächsten Tag ist Aurélie verschwunden: Sie wurde von den Schweinen aufgefressen ...(Arte) |           |                      |                       |                             |                                       |              |              |

## Rezeption
Die Presse und Kritik nahmen die Serie enthusiastisch auf. Die Serie wurde im Cahiers du cinéma besprochen. Laut FAZ gehöre die Miniserie „zum Verwegensten dieses Fernsehjahrs“. Harald Keller bezeichnet das Werk in der Frankfurter Rundschau als „kompromisslos finsteres und dabei hochkomisches Krimimärchen“. Zur Serie wurden mehrfach Vergleiche mit David Lynchs Serie Twin Peaks aus den 1990er Jahren gezogen.
Des Weiteren wurde die Serie bei den folgenden Preisverleihungen berücksichtigt:
- Internationale Filmfestspiele von Cannes 2014: Auswahl Quinzaine des réalisateurs
- Toronto International Film Festival 2014: Auswahl Contemporary World Cinema